# Berlin (álbum)
Berlin es el tercer álbum solista del músico Lou Reed, lanzado por RCA Victor en 1973.
El disco fue producido por Bob Ezrin, y contó con la participación de nombres como Jack Bruce, Steve Winwood, Aynsley Dunbar y Tony Levin, entre otros. A pesar de las críticas negativas hechas en su momento, la revista Rolling Stone clasificó a Berlín en el puesto nº 344 de su lista "Los 500 mejores álbumes de todos los tiempos".

## Grabación y contenido
Tras el éxito de Transformer, Lou Reed decide realizar un proyecto más ambicioso y más elaborado. Para ello viajó a Inglaterra una vez más y reunió a una serie de músicos de renombre para llevar a cabo este álbum.
Es un disco temáticamente muy obscuro y sobrecargado, y una de las obras clásicas del artista, no obstante un periodista de la influyente revista Rolling Stone lo catalogó de "desastre que lleva al oyente a través de un submundo de esquizofrenia, paranoia, degradación, violencia anfetamínica y suicidio", asegurando que el disco seguramente sería el fin de la "otrora prometedora" carrera de Reed. También el crítico de rock Robert Christgau calificó al álbum con una "C".
Durantes los siguientes años, Berlín nunca fue presentado oficialmente por completo, dado la mala aceptación por parte de la prensa, sin embargo Reed interpretó "Lady Day", "How Do You Think It Feels", "Oh, Jim" y "Sad Song" como parte de su habitual repertorio en directo. En 2007 consiguió llevar a cabo un concierto interpretando el álbum por completo con un arreglo orquestal y coro. El director Julian Schnabel grabó el concierto y fue publicado en 2008 como Lou Reed's Berlin.
Como curiosidad puede citarse que en la canción "Caroline Says II" se encuentra el verso que sirvió de inspiración para que la posteriormente famosa artista Olvido Gara adoptara el sobrenombre de Alaska 

## Canciones
- Todas las canciones está escritas y compuestas por Lou Reed.

### Cara A
1. "Berlin" – 3:23
2. "Lady Day" – 3:40
3. "Men of Good Fortune" – 4:37
4. "Caroline Says I" – 3:57
5. "How Do You Think It Feels" – 3:42
6. "Oh, Jim" – 5:13

### Cara B
1. "Caroline Says II" – 4:10
2. "The Kids" – 7:55
3. "The Bed" – 5:51
4. "Sad Song" – 6:55

## Músicos
Músicos
- Lou Reed – Voz líder, guitarra acústica.
- Bob Ezrin – Piano, mellotron, producción y arreglos de cuerdas.
- Michael Brecker – Saxo tenor.
- Randy Brecker – Trompeta.
- Jack Bruce – Bajo eléctrico, excepto en "Lady Day" y "The Kids".
- Aynsley Dunbar – Batería; excepto en "Lady Day" y "The Kids".
- Steve Hunter – Guitarra eléctrica.
- Tony Levin – Bajo en "The Kids".
- Allan Macmillan – Piano en "Berlin".
- Gene Martynec – Guitarra acústica, sintetizador dirección de coro en "The Bed," Bajo en "Lady Day"
- Jon Pierson – Trombón.
- Dick Wagner – Guitarra eléctrica y coros.
- Blue Weaver – Piano en "Men of Good Fortune".
- B.J. Wilson – Batería en "Lady Day" y "The Kids".
- Steve Winwood – Órgano Hammond y Harmonium.
- Steve Hyden, Elizabeth March, Lou Reed, Dick Wagner – Coro.

Colaboradores
- Bob Ezrin – Productor.
- Jim Reeves – Ingeniero de sonido.
- Allan Macmillan – Dirección de cuerdas.